# Mount Victory
Mount Victory – wieś w USA, w hrabstwie Hardin, w stanie Ohio.
Liczba mieszkańców w 2010 roku wynosiła 627.

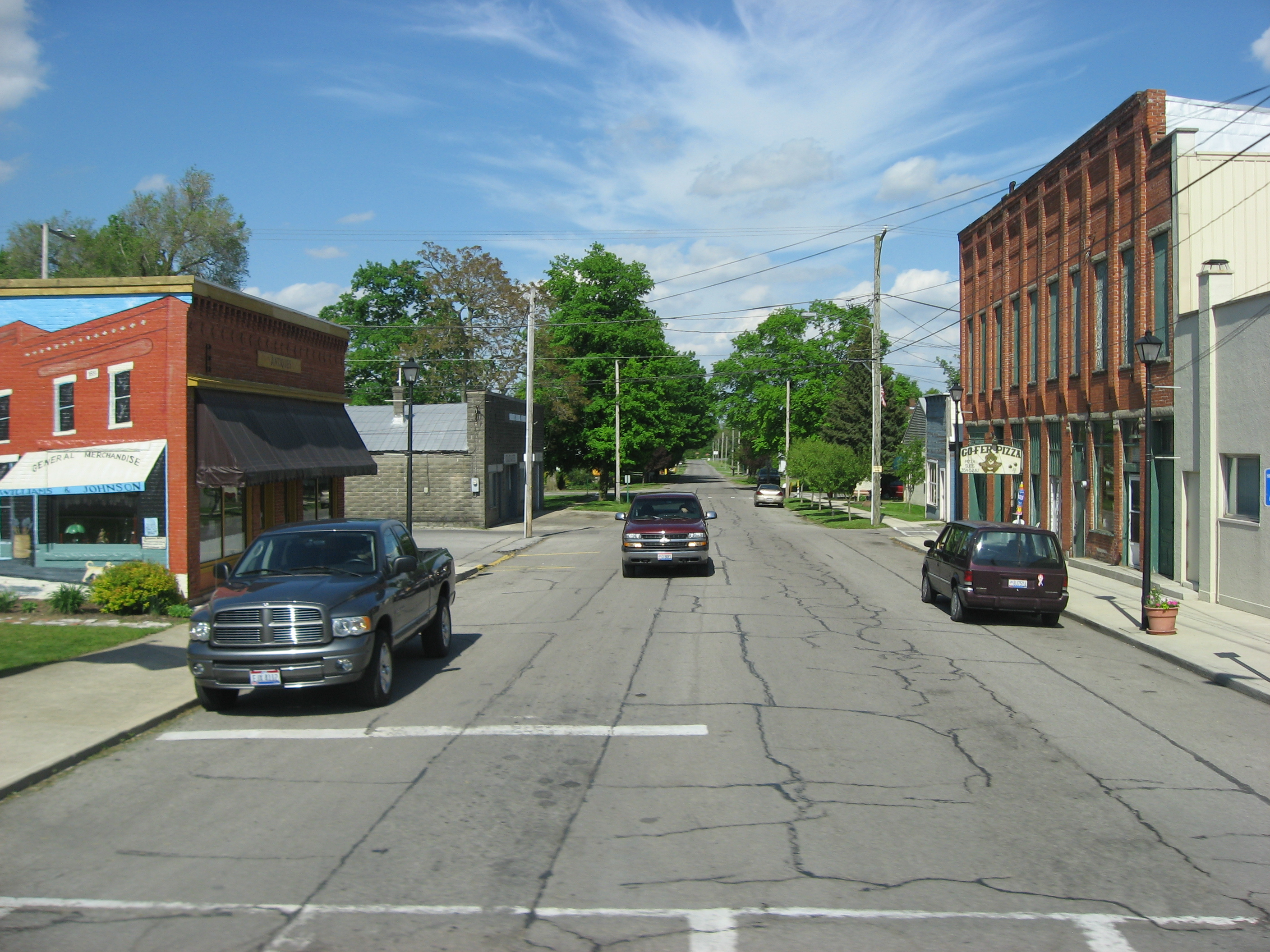
Centrum miejscowości Mount Victory